# Spoorweghavenbrug
De Spoorweghavenbrug is een ophaalbrug in het stadsdeel Feijenoord van de Nederlandse gemeente Rotterdam, onderdeel van de Stieltjesstraat. De brug overspant de Spoorweghaven en is daarnaar vernoemd.
Dit is de derde brug op deze plaats. De eerste brug, een draaibrug, was in 1880 aangelegd en heette in de volksmond de Koffiemolenbrug. Deze brug werd in 1953 verbreed en in 1963 vervangen door een nieuwe draaibrug, die bij Hollandia in Krimpen aan den IJssel was gebouwd. De huidige brug stamt uit 1995, toen bij de herinrichting van het omliggende gebied (de Kop van Zuid) de draaibrug vervangen werd door een ophaalbrug.

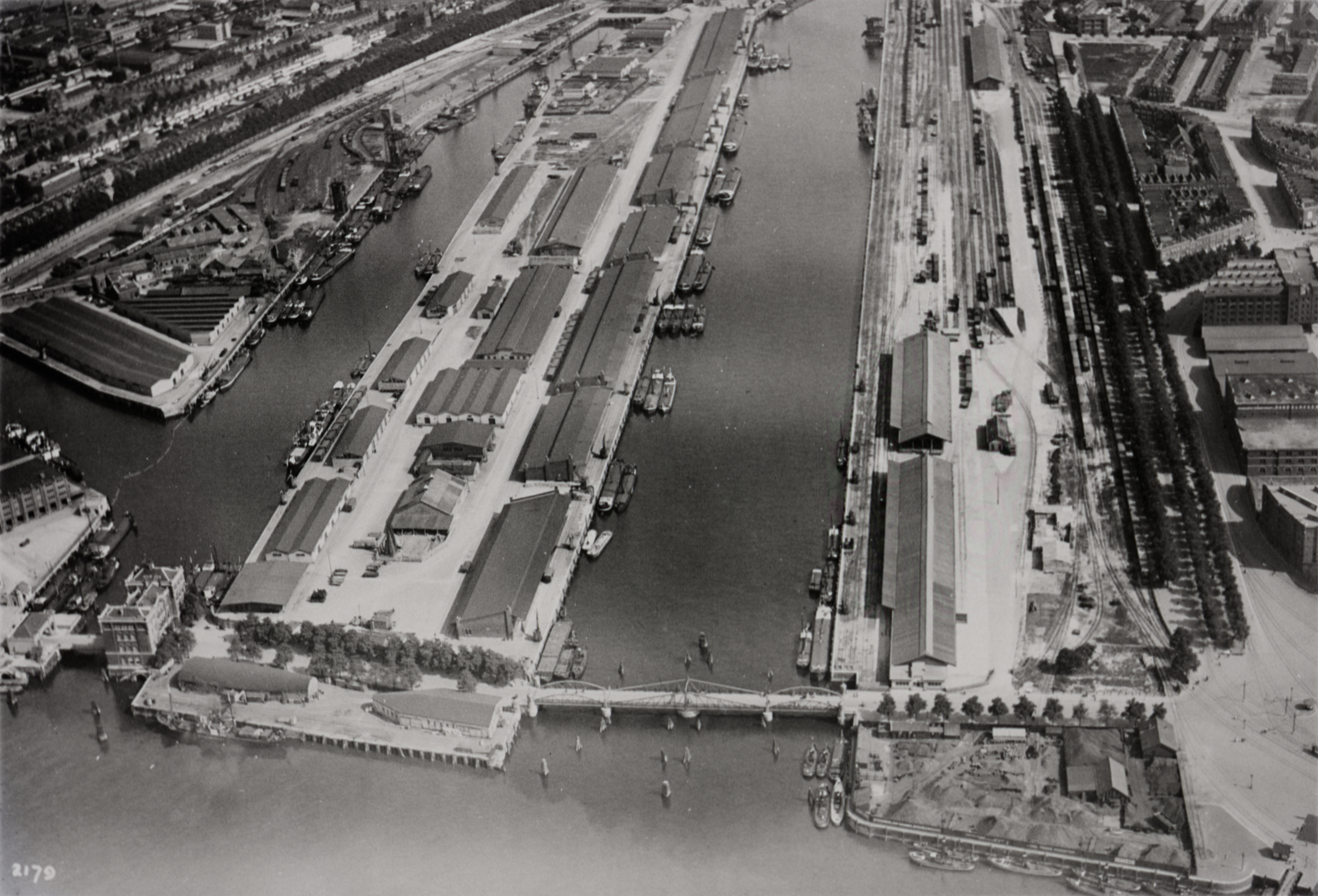
De Spoorweghaven (rechts) voor 1926, onderaan de eerste Spoorweghavenbrug
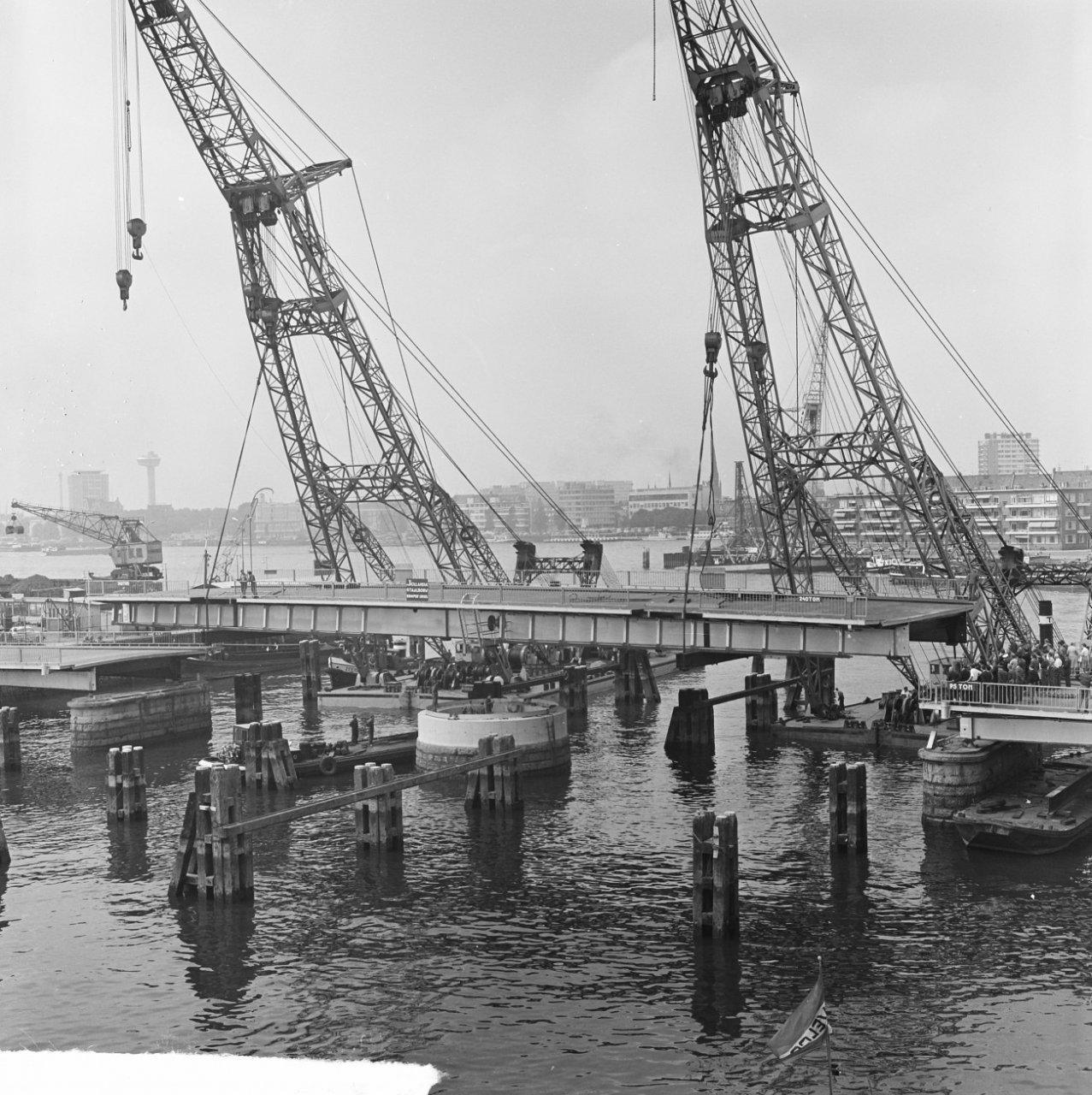
Plaatsing van een nieuwe draaibrug op 27 augustus 1963